# L'Atlàntida (poema)
|  | «L'Atlàntida» redirigeix aquí. Vegeu-ne altres significats a «Atlàntida (desambiguació)». |

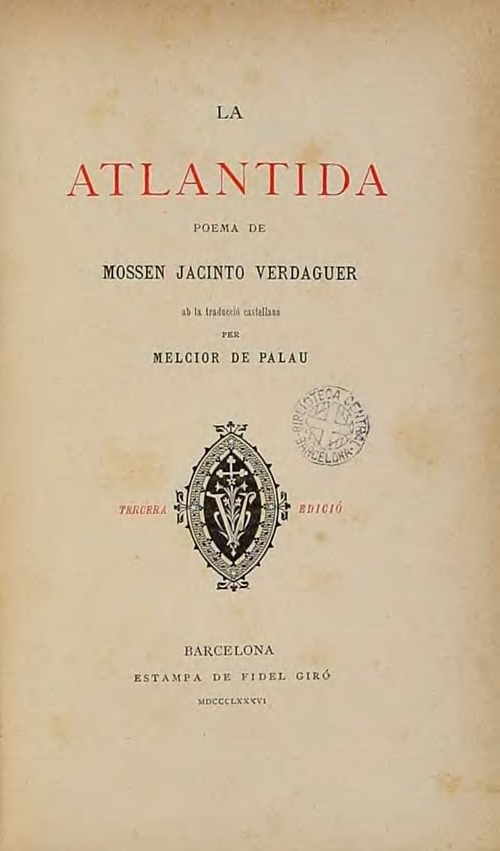
Portada de l'edició del 1886.

L'Atlàntida (1877) és un poema èpic de Jacint Verdaguer format per 10 cants, una introducció i una conclusió, que narra les peripècies d'Hèracles per Ibèria, l'enfonsament del continent dels atlants, la creació del Mar Mediterrani i al final descobriment de les Amèriques. Abans de donar per acabat el poema Verdaguer havia fet dues proves: els poemes Colom (1867) i L'Espanya naixent (1868) on apareixen elements del poema final. En la introducció narra com Colom, encara jove, després d'un naufragi arriba a les costes peninsulars i un ermità li explica la història de l'enfonsament de l'Atlàntida. Aquesta narració ocupa els deu cants. La conclusió del poema inclou el pressentiment de Colom de la futura descoberta d'Amèrica. Els cants centrals s'estructuren en quartets de versos alexandrins amb rima consonàntica alternant, mentre que la introducció i la conclusió es basen en estrofes de versos decasíl·labs.
Aquesta obra la va escriure durant la seva estada (1874-1876) al vaixell Guipúzcoa, de la Companyia Transatlàntica; anant d'Espanya a Cuba. Amb el poema l'Atlàntida el proclamaren guanyador dels Jocs Florals, de tots tres àmbits: fe, pàtria i amor; és a dir, que el nomenen Mestre en Gai Saber. Un any després li publiquen l'obra, que va esdevenir un dels clàssics de la literatura catalana.
N'hi ha diverses edicions il·lustrades: Josep Maria Xiró (1906), Antoni Ollé Pinell (1946), Miquel Plana (1992), etc.
L'obra va ser traduïda a diversos idiomes al poc de ser publicada i posteriorment: Al francès (1884), l'occità (1888), el txec (1981), alemany (1897), el portuguès (1989) i l'italià (1916).

## Argument
Un genovès se salva miraculosament d'un naufragi i comença a parlar amb altres mariners del seu passat. Recorden un vell mite d'Hèracles al Pirineu incendiat, on promet que naixerà una gran ciutat (Barcelona). Posteriorment, de periple per les futures terres catalanes, es troba amb qui li parla de l'Atlàntida, destinada a desaparèixer. Els atlants fugen abans de la desfeta final cap a noves terres. De les seves restes emergeix Grècia i alguns accidents claus del Mediterrani. El genovès, en sentir aquests relats, acaba començant un nou viatge cap a aquelles terres.

## Estil
Verdaguer vol crear amb aquest poema una gran obra èpica basant-se en els models del renaixement, que al seu torn s'inspiren en les grans epopeies del món grecollatí. Per això el substrat elegit és la mitologia grega, amb un heroi conegut, Hèracles, que es lliga a un nou país (en aquest cas Espanya, que assoleix la glòria amb la descoberta d'Amèrica) per justificar-ne el destí escollit, en la línia de l'Eneida de Virgili amb les gestes imperials. Per aquest motiu l'estil està lligat als models clàssics i adopta un to solemne i grandiloqüent.
El poema és la narració de la caiguda de l'Atlàntida per culpa de la supèrbia dels seus habitants, especialment d'Atlas, el seu monarca. La narració, que alterna diàlegs d'elements personificats amb personatges mitològics, està en boca d'un vell ermità, paradigma del savi, que explica a un jove nàufrag, Colom, uns fets del passat que al seu torn l'empenyeran a emprendre un viatge fabulós. Els fets corresponen a la tradició grecollatina, però se supediten al relat de la Bíblia i es racionalitzen en nombroses ocasions. Així per exemple junt amb el Jardí de les Hespèrides, escenari d'uns dels treballs del protagonista del relat, Hèracles, apareix la Torre de Babel o s'afirma que els grecs van intentar explicar de manera al·legòrica els elements geològics més rellevants. Al mateix temps apareixen elements històrics, del suposat moment de la narració (com el record de la Reconquesta) i d'altres períodes, fins i tot fent salts en el temps. S'efectuen paral·lelismes entre èpoques seguint el model bíblic, on els esdeveniments de l'Antic Testament prefiguren els de Crist segons la lectura tipològica tradicional. Aquesta lectura dels mites antics era freqüent a l'edat mitjana, on s'usaven els clàssics com a explicació o anticipació dels evangelis o una manera alternativa de presentar fets bíblics. Hèracles mateix va ser freqüentment objecte d'aquesta relectura i així apareix al poema: com un home que amb l'ajuda de Déu, a qui no coneix, però intueix, pot realitzar grans empreses i servir de model a Cristòfol Colom. La història és, aleshores, sempre història sagrada i això impregna l'estil, amb un caire doctrinal.

## Analogies entreL'Atlàntidai la iconografia dels Pavellons Güell
Gaudí, gran admirador de Verdaguer, utilitzà el seu poema L'Atlàntida com a motiu per a la composició dels Pavellons Güell. Eusebi Güell i Bacigalupi s'havia casat amb Isabel López i Bru, filla del Marqués de Comillas a qui havia estat dedicat el poema èpic, per la qual cosa convingué amb Gaudí que en les finques de Pedralbes, on sovint anaven a passejar les dues famílies, s'hi havia d'incloure els temes mitològics citats en el poema. Així doncs, a l'entrada podem veure l'enorme drac de forja que en el poema protegeix les filles d'Atles i l'arbre dels fruits d'or, situat al damunt de la pilastra adjacent. En canvi, els conflictes íntims i les imatges del paisatge, així com el gust per alguns personatges secundaris, denoten la influència del romanticisme que triomfava a Europa en temps de la composició del poema.
Tal com Verdaguer insinuava en la dedicatòria del poema, es feia un paral·lelisme entre el marquès de Comillas i Hèrcules o Heracles, car els fruits d'or que l'heroi recollia a L'Atlàntida s'assimilaven als negocis que Antonio López realitzava a Amèrica.

## Versions musicals i teatrals
L'any 1961 es va presentar al Gran Teatre del Liceu de Barcelona, en versió de concert, la cantata escènica Atlàntida, obra de Manuel de Falla acabada pel seu deixeble Ernesto Halffter. Seguidament es va interpretar en molts altres llocs (Cadis, Madrid, Santander, Sant Sebastià, Granada, Milà, Berlín…). L'estrena d'aquesta versió musical de l'Atlàntida va comptar amb el suport decidit de les autoritats franquistes, desitjoses d'apropiar-se de la figura de Verdaguer.
L'any 1982 la companyia de teatre d'objectes La Claca va estrenar un muntatge amb els versos de L'Atlàntida de Jacint Verdaguer: Les aventures d'Hèrcules a l'Atlàntida.